# جبل سیروا
جبل سیروا (به فرانسوی: Djebel Sirwa) یک رشته‌کوه و کوه در مراکش است که در Taroudant Province واقع شده‌است. جبل سیروا ۳٬۳۰۴ متر بالاتر از سطح دریا واقع شده‌است.